# Государственная культурная политика в России
Культу́рная поли́тика российского государства в области культурного развития — совокупность принципов и норм, которыми руководствуется государство в своей деятельности по сохранению, развитию и распространению культуры, а также сама деятельность государства в области культуры (ст.3 Основ законодательства РФ о культуре).
Культурная политика — направление политики государства, связанное с планированием, проектированием, реализацией и обеспечением культурной жизни государства и общества. В Советском Союзе культурная политика была построена на механизмах агитации и пропаганды и определялась Идеологическим отделом ЦК КПСС. Министерству культуры отводилась роль исполнителя этой политики. Культурная политика в России представляет собой сравнительно автономную деятельность различных ведомств, отвечающих за охрану культурного наследия, художественную деятельность, печать, библиотечное дело и т. п.
Культурная политика относится к религиозно детерминированной деятельности чиновника и ведомств в идеологическом направлении власть предержащих и является по сути фиктивной деятельностью по отношению к гражданскому сообществу, или имеющей определённый интерес. Культура складывается, а не строится, и значит никто прямым образом за неё ответить не может. Культура и политика в принципе не сочетаемые вещи, одно относится к представляемому, а другое к действию, что подчёркивает фиктивность и словосочетания «культурная политика».
В Российской Федерации базовым документом для разработки и совершенствования законодательных и иных нормативных правовых актов , регулирующих процессы культурного развития в стране, являются Основы государственной культурной политикиВ сентябре 2024 года кабинет министров РФ одобрил новую стратегию государственной культурной политики до 2030 года, взамен действовавшей с 2016 года. Одним из ее приоритетных направлений стало формирование государственного заказа на создание качественного контента. Согласно документу, среди основных целей и задач стратегии: обеспечение культурного суверенитета страны и повышение роли России в мировом гуманитарном и культурном пространстве; сохранение исторического и культурного наследия народов России и использование его для воспитания, образования, укрепления гражданской идентичности и единства российского общества; передача от поколения к поколению традиционных ценностей, норм, и обычаев; создание условий для воспитания всесторонне развитой личности и реализации творческого потенциала; обеспечение культурного суверенитета страны и повышение роли страны в мировом культурном и гуманитарном пространстве.

## Оценки
Культуролог С. Н. Гавров считает, что

В современной России культурная политика не имеет единства на уровне идей, а также слабо структурирована. Эклектика и отсутствие организующей идеи и есть её идея и стиль. Такое положение вполне закономерно для постреволюционного двадцатилетия, ситуации, когда советский социально-культурный эксперимент по определению высокой культуры как нормативной для всех закончился. Новый человек стал ненужным. Востребованным стало традиционное воспроизведение общества в его социальной стратификации, воспроизводство управляющих и управляемых. Последние должны занимать подчиненное положение не только исходя из своих совокупных материальных активов, но и из базового для такого разделения культурного и образовательного ценза, который неизбежно должен отличаться от культурного и образовательного ценза управляющей элиты».

Рассматривая ситуацию в актуальной государственной культурной политике в контексте распространения механизма реституции бывшей церковной собственности на ряд дореволюционных зданий учреждений культуры, в том числе на такие знаковые объекты культурного наследия, как Исаакиевский собор… мы видим неформальную попытку обойти конституционный запрет на государственную идеологию, поставив на ее место идеологически трактуемую государственную культурную политику... трактуемую не только на уровне программных документов, но и в рамках актуальных, формальных и неформальных практик в сфере культуры».